# 野村栄太郎
野村 栄太郎(のむら えいたろう、1928年11月8日 - 2012年4月29日）は、日本の経営者。京都新聞社社長を務めた。京都府京都市出身。

## 経歴
1951年に同志社大学商学部を卒業し、同年に京都新聞社に入社した。
1981年6月に取締役に就任し、1982年12月に常務、1983年3月に専務を経て、1987年6月には副社長に就任した。
1999年6月には社長に昇格し、2003年には会長も兼任し、2004年を以って、退任。
2012年4月29日脳出血のために死去。83歳没。